# Universidade Federal de Goiás

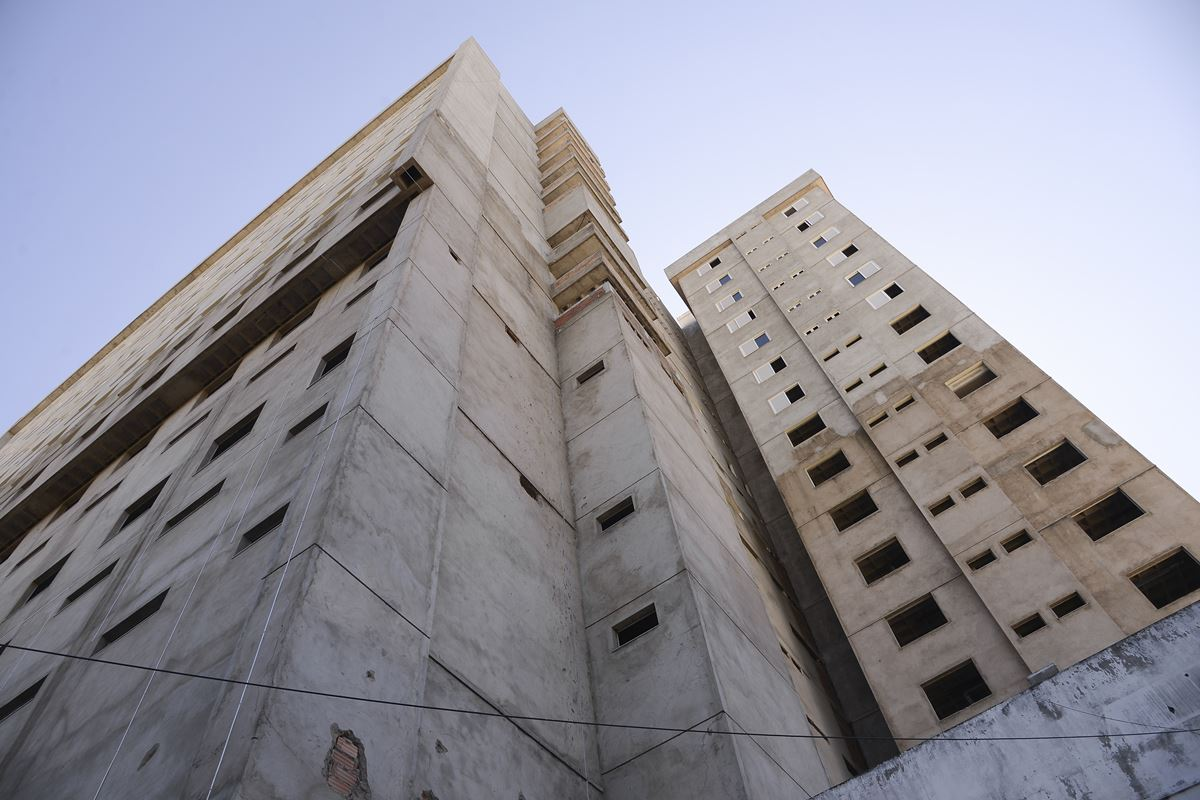
Die Hospital das Clínicas

Die Universidade Federal de Goiás (UFG) (deutsch: Bundesuniversität von Goiás) ist eine 1960 gegründete bundesstaatliche öffentliche Universität mit Sitz in Goiânia im brasilianischen Bundesstaat Goiás.

## Struktur
Der Hauptcampus befindet sich in Goiânia, weitere externe Campus in den Städten Goiás und Aparecida de Goiânia.
Für Fachstudien stehen elf Studienzentren zur Verfügung, die Institutos de Ensino:
- Escola de Agronomia – EA

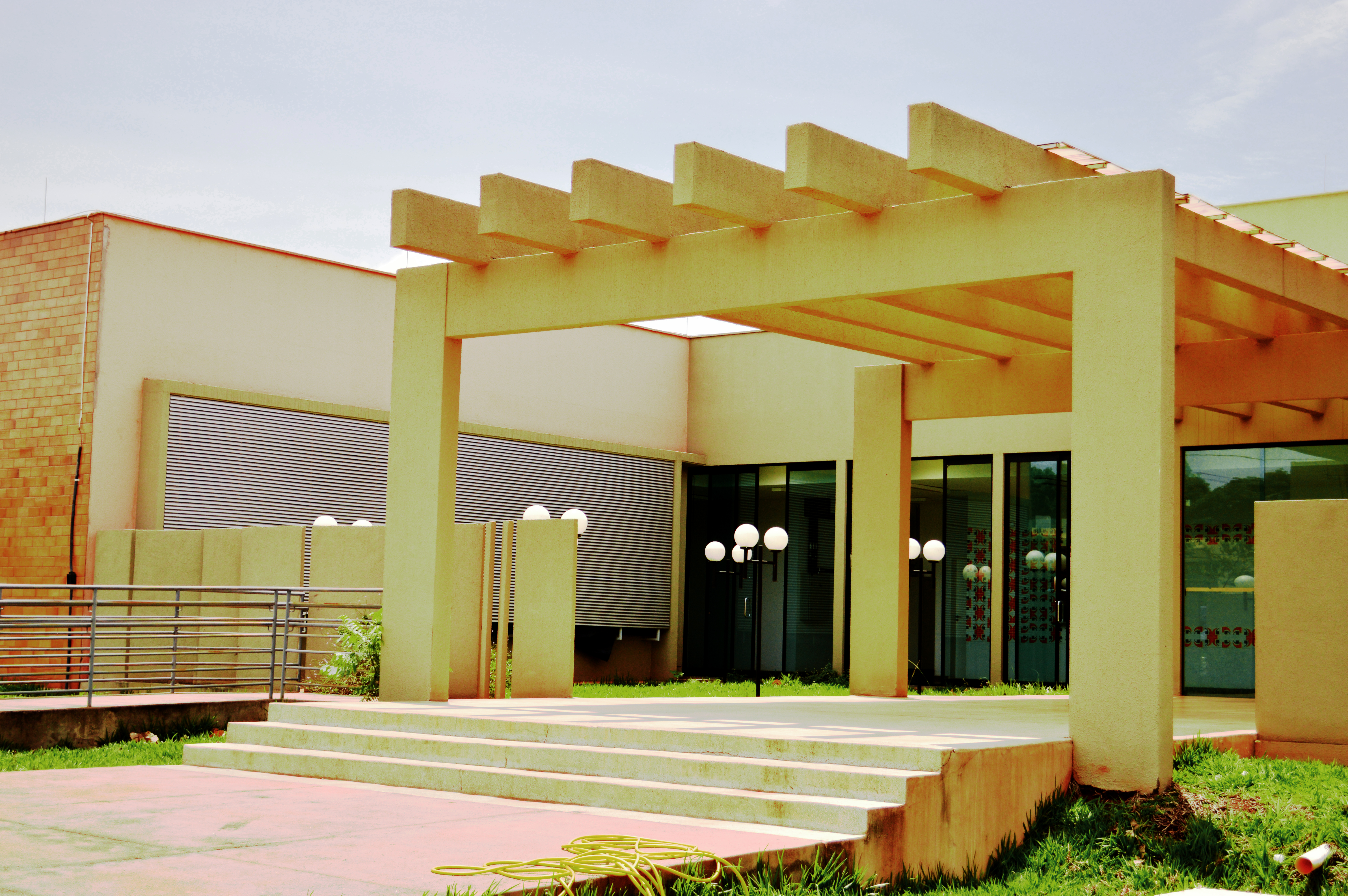
Die Labicom

- Escola de Engenharia Civil e Ambiental – EECA
- Escola de Engenharia Elétrica, Mecânica e de Computação – EEMC
- Escola de Música e Artes Cênicas – EMAC
- Escola de Veterinária e Zootecnia – EVZ
- Faculdade de Administração, Ciências Contábeis e Economia – FACE
- Faculdade de Artes Visuais – FAV
- Faculdade de História, Filosofia e Ciências Sociais – FH/FF/FCS
- Faculdade de Ciências e Tecnologia – FCT
- Faculdade de Direito – FD
- Faculdade de Educação – FE
- Faculdade de Educação Física e Dança – FEFD
- Faculdade de Enfermagem – FEM
- Faculdade de Farmácia – FF
- Faculdade de Informação e Comunicação – FIC
- Faculdade de Letras – FL
- Faculdade de Medicina – FM
- Faculdade de Nutrição – FANUT
- Faculdade de Odontologia – FO
- Instituto de Ciências Biológicas – ICB
- Instituto de Estudos Socioambientais – IESA
- Instituto de Física – IF
- Instituto de Informática – INF
- Instituto de Matemática e Estatística – IME
- Instituto de Patologia Tropical e Saúde Pública – IPTSP
- Instituto de Química – IQ